# PhotoStyler
PhotoStyler var ett bildbehandlingsprogram som skapades av Ulead Systems. Det såldes 1992 till Aldus Corporation, ett företag som köptes upp av Adobe Systems 1994. I samband med det lades utvecklingen av PhotoStyler ned.